# Berberis glomerata
Berberis glomerata là một loài thực vật có hoa trong họ Hoàng mộc. Loài này được Hook. & Arn. mô tả khoa học đầu tiên năm 1830.